# Goodrich Court
Goodrich Court era un castello del XIX secolo a poca distanza dalla cittadina di Goodrich, nell'Herefordshire, in Inghilterra; fu demolito nel 1949 e rimangono solo le scuderie e la porta di Monmouth formata dalle sue due torri rosse e destinata ad uso abitativo privato, mentre il terreno dove sorgeva la costruzione è un parco naturale.

## Storia
Samuel Rush Meyrick fu un antiquario appassionato di storia gallese che si dichiarava discendente di Owain Gwynedd. Le sue pretese dinastiche lo portarono a desiderare di acquistare e restaurare un autentico castello nelle marche gallesi come simbolo della discendenza della sua famiglia, tuttavia, nell'impossibilità di riuscirvi, si orientò verso il Castello di Goodrich che visitò nel 1823 e che rispondeva alle sue aspettative. Le trattative con l'allora proprietario non si conclusero favorevolmente, perciò Meyrick decise di costruire da zero il proprio castello vicino all'antico ormai in rovina e lo chiamò Goodrich Court.
Il progetto venne affidato all'architetto Edward Blore che realizzò l'edificio in arenaria rossa, una pietra tipica della zona, lo stile prescelto fu quello neogotico ma sono stati inglobati anche diversi elementi ripresi dai tipici castelli francesi e dall'adiacente Castello di Goodrich in rovina. I lavori di costruzione si conclusero nel 1828, l'edificio realizzato comprendeva un ingresso dotato di portone a saracinesca, merlature, torri e anche un fossato, inoltre molte decorazioni del castello utilizzavano i simboli araldici di Alymer de Valence, un signore medievale del castello di Goodrich all'inizio del XIV secolo.
Nonostante William Wordsworth l'abbia definito una "costruzione impertinente" dichiarando di desiderare che il proprietario e il castello fossero completamente spazzati via, Goodrich Court e la collezione di armature di Meyrick ospitate all'interno divennero una delle fermate del Tour del Wye, un'escursione tra le bellezze del fiume Wye popolare nel XIX secolo.
Dopo la morte di Meyrick avvenuta nel 1848 il castello venne acquistato da George Moffatt, membro del Parlamento e appartenente al partito liberale, in seguito Moffatt e i suoi eredi ampliarono la costruzione aggiungendo ulteriori edifici nello stesso stile del corpo principale.
Durante la Seconda Guerra Mondiale Goodrich Court divenne la sede della Felsted School che venne evacuata dalla sua sede nell'Essex per sfuggire ai bombardamenti, al termine del conflitto, quando la scuola ritornò alla sua sede, il castello venne spogliato degli arredi e delle decorazioni che finirono al British Museum e alla Wallace Collection e fu demolito nel 1949, le uniche vestigia superstiti sono le scuderie e la Porta di Monmouth formata dalle sue due torri rosse, oggi destinata ad uso abitativo privato, mentre il terreno dove sorgeva la costruzione è un parco naturale.

## Galleria d'immagini

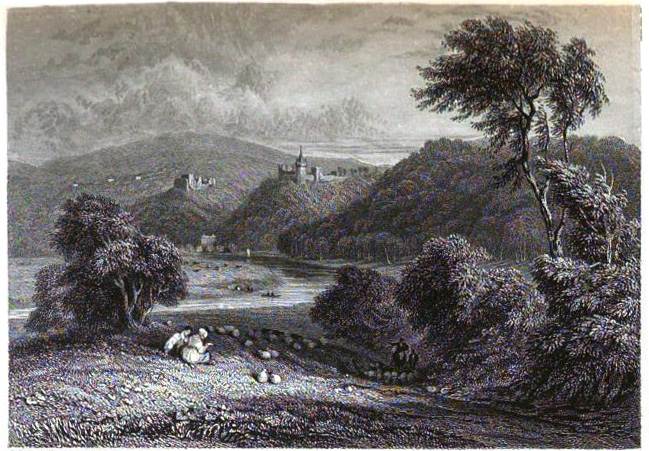
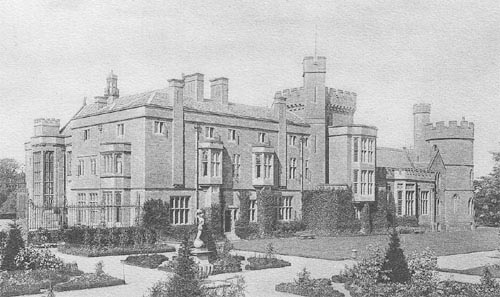
Goodrich Court in una foto realizzata prima della demolizione
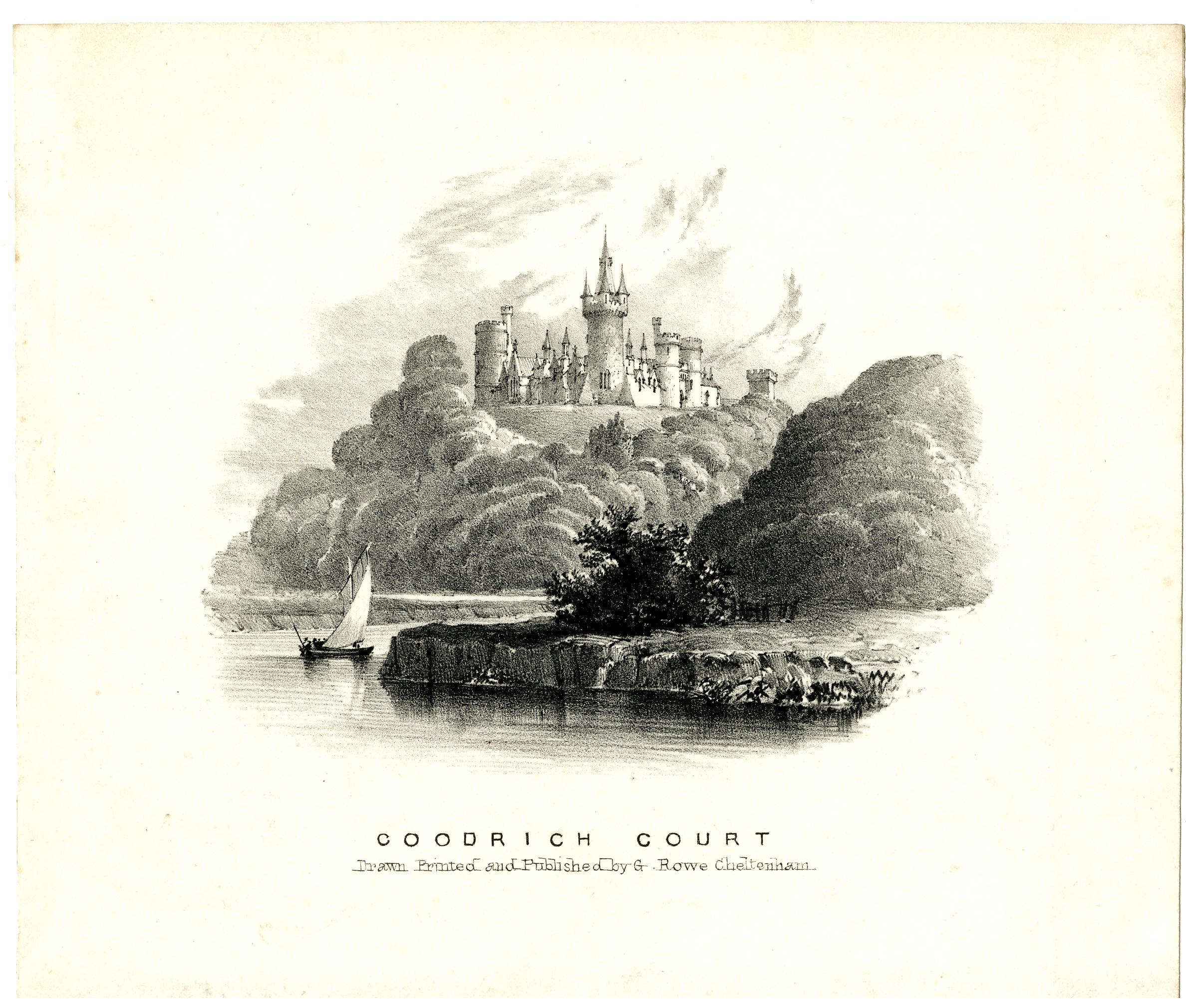
Litografia raffigurante una vista dall'imbarcazione sul fiume Wye con Goodrich Court in lontananza
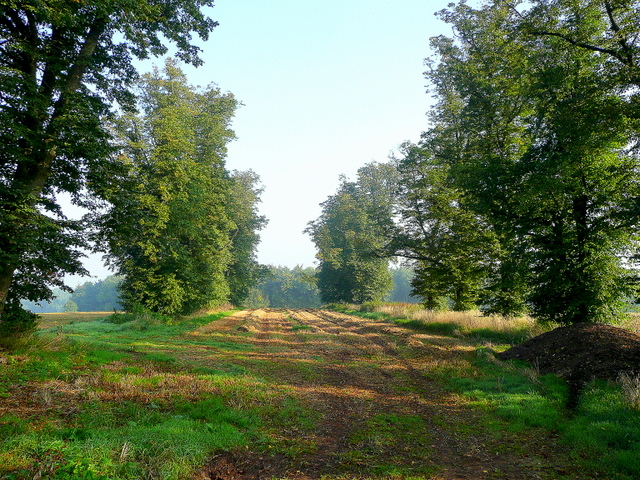
Il viale d'accesso alla proprietà
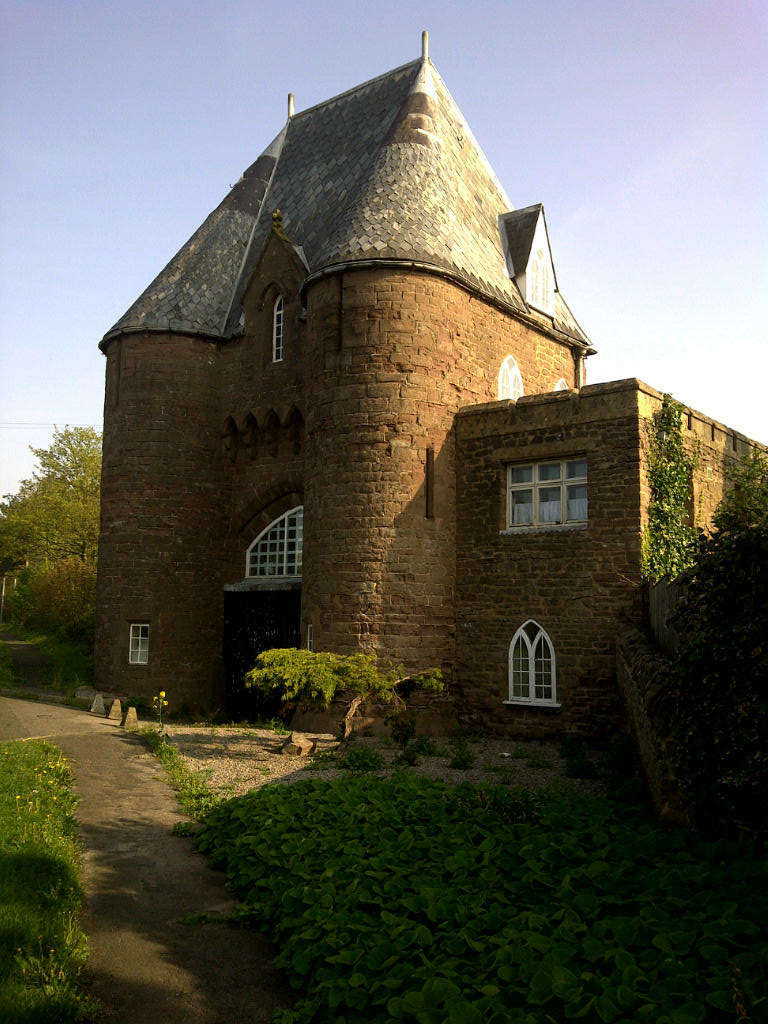
La Porta di Monmourt, oggi abitazione privata, superstite alla demolizione